# Avenue de la Porte-Chaumont
L'avenue de la Porte-Chaumont est une voie du 19e arrondissement de Paris, en France.

## Situation et accès
L'avenue de la Porte-Chaumont est une voie publique située dans le 19e arrondissement de Paris. Elle débute place du Général-Cochet et boulevard Sérurier, et se termine rue Honoré-d'Estienne-d'Orves, au Pré-Saint-Gervais.

## Origine du nom

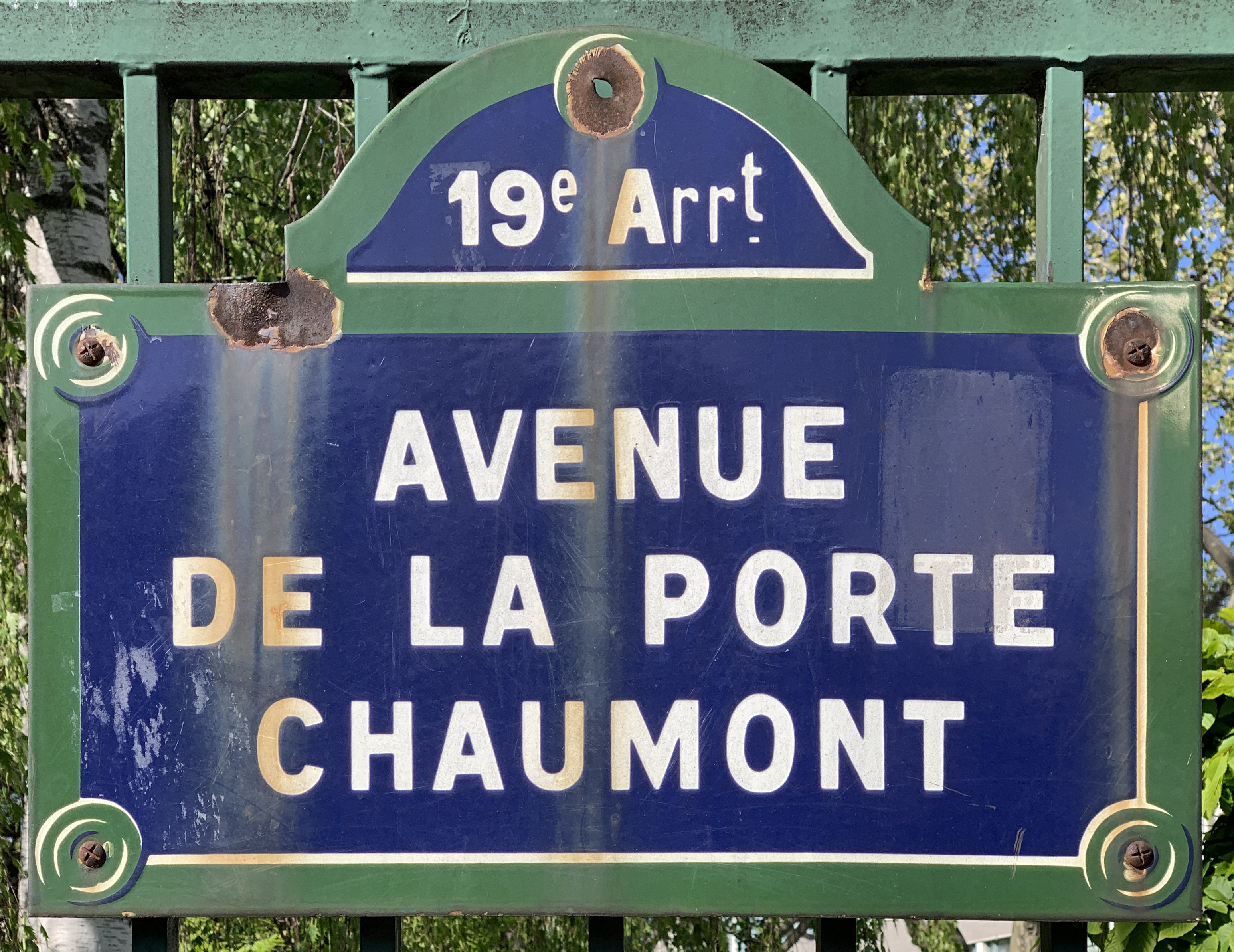
Plaque de l'avenue.

Elle porte ce nom car elle est située en partie sur l'emplacement de l'ancienne porte Chaumont de l'enceinte de Thiers à laquelle elle mène.

## Historique
La voie a été créée en 1931. La partie située entre le boulevard Sérurier et la limite des fortifications a été aménagée entre les bastions nos 23 et 24 de l'enceinte de Thiers. Le prolongement faisait partie de la rue de la Villette au Pré-Saint-Gervais et a été annexé par la ville de Paris en 1930.